# Eugenia Charles
Mary Eugenia Charles (rođ. 15. svibnja 1919., Pointe Michel, Dominika − 6. rujna 2005., Fort-de-France, Martinik) bila je dominička političarka i predsjednica Vlade Dominike od 21. srpnja 1980. do 14. lipnja 1995. Prva je i jedina žena koja je postala predsjednica Vlade Dominike.
Njena politička karijera počela je u 1960-im godinama kada je vodila kampanju protiv cenzure u tisku. Pomogla je u osnivanju Dominičke stranke slobode i vodila ju od ranih 1970-ih do 1995. godine. Izabrana je za predstavnicu u Zastupničkom domu 1970. i vodila je oporbu od 1975. godine. Postala je predsjednica Vlade nakon što je Dominička stranka slobode pobijedila na izborima 1980. godine.